# Anita Nyman
Anita Nyman, född den 27 juli 1952 i Uppsala, är en svensk skådespelare.

## Biografi
Anita Nyman, som växte upp i Göteborg, inledde sin artistbana som dansare i Claude Marchant Dance Theatre i Göteborg 1970. 1972 medverkade hon i den uppmärksammade svenska originaluppsättningen av rockoperan och musikalen Jesus Christ Superstar, som hade premiär på Scandinavium i Göteborg, och därefter spelades på Johanneshovs isstadion i Stockholm, samt på arenor i Örebro och Gävle. Hon var även sångerska i den göteborgsbaserade jazzgruppen Sundance.

## Teater & TV
Anita Nyman gick Teaterhögskolan i Malmö 1978–1981, och var där klasskamrat med bland andra Cecilia Walton, Magnus Wetterholm, Ninn Persson, Johan Hedenberg, María Árnadóttir, Christian Fex. 1981–1984 var Anita Nyman engagerad vid Malmö Stadsteater, och medverkade då bland annat i Vem är rädd för Virginia Woolf? och Historien om en häst, båda i regi av Ronnie Hallgren. 
Från 1987 blev Anita Nyman välkänd för den breda publiken, som en av huvudkaraktärerna i den populära svenska TV-serien Svenska hjärtan av Carin Mannheimer (manus och regi), i rollen som Hellen. Hennes make i serien, Börje, spelades av Stig Torstensson. Svenska hjärtan, som utspelade sig i en typisk svensk till synes idyllisk radhuslänga, sändes under fyra säsonger, åren 1987–1998.
Anita Nyman har arbetat på teatrar som Malmö Stadsteater, Riksteatern, Norrbottensteatern, Estrad Norr, Teater Västernorrland, Dalateatern, Smålands Musik och Teater, Västerbottensteatern, Uppsala Stadsteater, Helsingborgs stadsteater, Teater Tribunalen, Teater Fågel Blå, Musikteatergruppen Oktober, Sommarteater på Krapperup, Döda fallet/Ragunda Sommarteater, Stadra sommarscen, med flera.  
Anita Nyman är även sångerska, musiker (piano och tvärflöjt) och manusförfattare, skriver egen musik och har producerat flera egna uppsättningar, bland annat kabarén Flyttfåglar utan lokalsinne, 2011–2012. 
Hösten 2018 medverkade Anita Nyman i Riksteaterns uppsättning av Polarfararna, regi: Åsa Johannisson. Våren 2019, med premiär på Internationella kvinnodagen den 8 mars 2019, gjorde Anita Nyman huvudrollen i nyskrivna pjäsen I huvudet på Alfhild Agrell på Teater Västernorrland, i regi av Dag Norgård. Pjäsen är en berättelse om den svenska 1800-talsförfattaren och dramatikern Alfhild Agrell.  

## Film & TV (i urval)
- 1986 – Saxofonhallicken,[13] manus & regi Lars Molin
- 1987–1998 – Svenska hjärtan (TV-serie), manus & regi Carin Mannheimer
- 1993 – I morgon, Mario, manus & regi Solveig Nordlund
- 1997 – Rederiet (TV-serie) Gästroll
- 2003 – Tillfällig fru sökes, manus & regi Lisa Ohlin
- 2004 – Masjävlar, manus & regi Maria Blom

## Teater (i urval)
| År   | Roll                                          | Produktion                                             | Regi                 | Teater                                          |
| ---- | --------------------------------------------- | ------------------------------------------------------ | -------------------- | ----------------------------------------------- |
| 1984 |                                               | Vem är rädd för Virginia Woolf? Edward Albee           | Ronnie Hallgren      | Malmö Stadsteater                               |
| 1994 |                                               | West Side Story Leonard Bernstein och Stephen Sondheim | Elisabeth Frick      | Oktoberteatern                                  |
| 1996 |                                               | Rika barn leka bäst Carin Mannheimer                   | Elisabeth Söderström | Norrbottensteatern                              |
| 2000 |                                               | Åtgärden Bertolt Brecht                                | Richard Turpin       | Teater Tribunalen                               |
| 2002 |                                               | Jizzlan med Norrbotten Big Band                        | Christer Engberg     | Norrbottensmusiken                              |
| 2003 |                                               | La Strada Del' Amore Staffan Göthe                     | Martha Vestin        | Dalateatern                                     |
| 2005 |                                               | Historien om en soldat Bertolt Brecht                  | Martha Vestin        | Dramatiska Institutet                           |
| 2005 | Ullas kaffe svalnar aldrig Staffan Westerberg |                                                        |                      |                                                 |
| 2006 |                                               | Dan då Dan dog Rasmus Lindberg                         | Olle Törnqvist       | Jämtlands Länsteater                            |
| 2007 |                                               | Tur & retur, otur & tur Staffan Westerberg             |                      |                                                 |
| 2008 |                                               | Förödelsedagsbarnet Rasmus Lindberg                    | Olle Törnqvist       | Jämtlands Länsteater                            |
| 2008 |                                               | Flyttfåglar utan lokalsinne Anita Nyman                |                      | Dalateatern                                     |
| 2010 |                                               | Den som lever får dö Rasmus Lindberg                   | Olle Törnqvist       | Estrad Norr                                     |
| 2012 |                                               | Bäckalyckan Ulla Tylén                                 | Åsa Johannisson      | Smålands Musik och Teater                       |
| 2013 |                                               | Blodsbröder Willy Russell                              | Markus Virta         | Teater Västernorrland                           |
| 2013 |                                               | Revykungen, Johan Bernander                            | Johan Bernander      | Stadra sommarscen                               |
| 2013 |                                               | Mor Courage Bertolt Brecht                             | Martha Vestin        | Helsingborgs stadsteater/Fredrikdals Trädgårdar |
| 2014 |                                               | Om kriget kommer Jan Käll                              | Richard Turpin       | Teater Tribunalen                               |
| 2015 |                                               | Välkommen hit, Välkommen hem Rasmus Lindberg           | Olle Törnqvist       | Uppsala Stadsteater                             |
| 2015 |                                               | Blodsbröllop Federico García Lorca                     | Martha Vestin        | Fredrikdals Trädgårdar                          |
| 2018 |                                               | Polarfararna Camilla Blomqvist                         | Åsa Johannisson      | Riksteatern                                     |
| 2019 |                                               | I huvudet på Alfhild Agrell Therese Söderberg          | Dag Norgård          | Teater Västernorrland                           |
| 2022 |                                               | Väninnan Eva Franchell                                 | Dennis Sandin        | Riksteatern/ Uppsala stadsteater                |